# Esporte Clube Conselheiro Paulino
Esporte Clube Conselheiro Paulino foi uma agremiação esportiva de Nova Friburgo. A Sede ficava em Conselheiro Paulino, localizado no 6º Distrito de Nova Friburgo

## História
Em 1952, debutou no Campeonato de Friburgo da 1ª Divisão, terminando na segunda colocação, perdendo na decisão para o Friburgo F.C. por 4 a 3, em General Pedra. Em 1953, novamente ficou com o vice-campeonato perdendo para o Friburgo F.C. por 10 a 0, em General Pedra.
Disputou o Campeonato Citadino de Nova Friburgo 5 vezes. 
Em 1973 o Conselheiro Paulino se fundiu com o Esperança Futebol Clube. O nome do Esperança foi mantido. No dia 11 de abril de 1974 foi realizado um jogo de despedida entre as duas equipes para comemorar a fusão.
Em 1979 o Esperança se fundiu com o Friburgo Football Club para formar o Nova Friburgo Futebol Clube.

## Títulos
- Bicampeão da Segundo Divisão Friburguense.

## Estatísticas

### Participações
| Competição                | Temporadas | Melhor campanha        | Estreia | Última | P | R |
| ------------------------- | ---------- | ---------------------- | ------- | ------ | - | - |
| Citadino de Nova Friburgo | 12         | Vice-campeão (2 vezes) | 1952    | 1957   | – | – |